# مسجدین
روستای مسجدین یکی از روستاهای استان همدان است که در بخش شیرین سو از شهرستان کبودرآهنگ واقع شده است. این روستا به دو قسمت علیا و سفلا (مسجد بالا و پایین) تقسیم‌بندی شده است. این روستا در دهستان مهربان علیا قرار دارد و بر اساس سرشماری مرکز آمار ایران در سال ۱۳۹۵، جمعیت آن ۱٬۰۱۶ تَن (۳۴۹ خانوار) بوده‌است (مرد:۴۹۷ تَن - زن: ۵۱۹ تَن). شغل اغلب مردم روستا کشاورزی و دامداری است. کشاورزان این روستا گندم، جو، سیب زمینی، پیاز و انواع صیفی جات را کشت می‌کنند. مردم این روستا به زبان ترکی آذربایجانی تکلم می‌کنند. از اماکن تاریخی این روستا می‌توان به تپه مسجدین و امامزاده عبداله (بنای تاریخی و زیارتگاهی به نام قوشه گنبد که بین مسجد بالا و روستای شیخ جراح قرار گرفته است) اشاره کرد. بنای این امامزاده مربوط به دورهٔ ایلخانی می‌باشد. این روستا دارای آب و برقِ دولتی می‌باشد و به تازگی در این روستا لوله‌کشی گاز انجام شده و خدمات گاز رسانی نیز انجام می‌شود، جادهٔ رفت‌وآمد به شهر در این روستا آسفالت می‌باشد.

## جمعیت
این روستا در دهستان مهربان علیا قرار دارد و بر اساس نتایج براساس سرشماری عمومی نفوس و مسکن سال ۱۳۹۵، جمعیت آن ۱٬۰۱۶ نفر (۳۴۹خانوار) (مرد:۴۹۷ تَن - زن: ۵۱۹ تَن).

## مشاغل
کشاورزی، دامداری و باغداری

## محصولات باغی
انگور، زردآلو، آلوچه، گلابی، سیب ترش، گل محمدی

## محصولات زراعی
گندم، جو، سیب زمینی، پیاز، گوجه فرنگی، هندوانه، خیار

## اماکن تاریخی و گردشگری
تپه مسجدین، امامزاده عبداله مسجدین و برکه و چشمه مسجدین

## صنایع دستی
قالی بافی و گلیم بافی

## گالری تصاویر

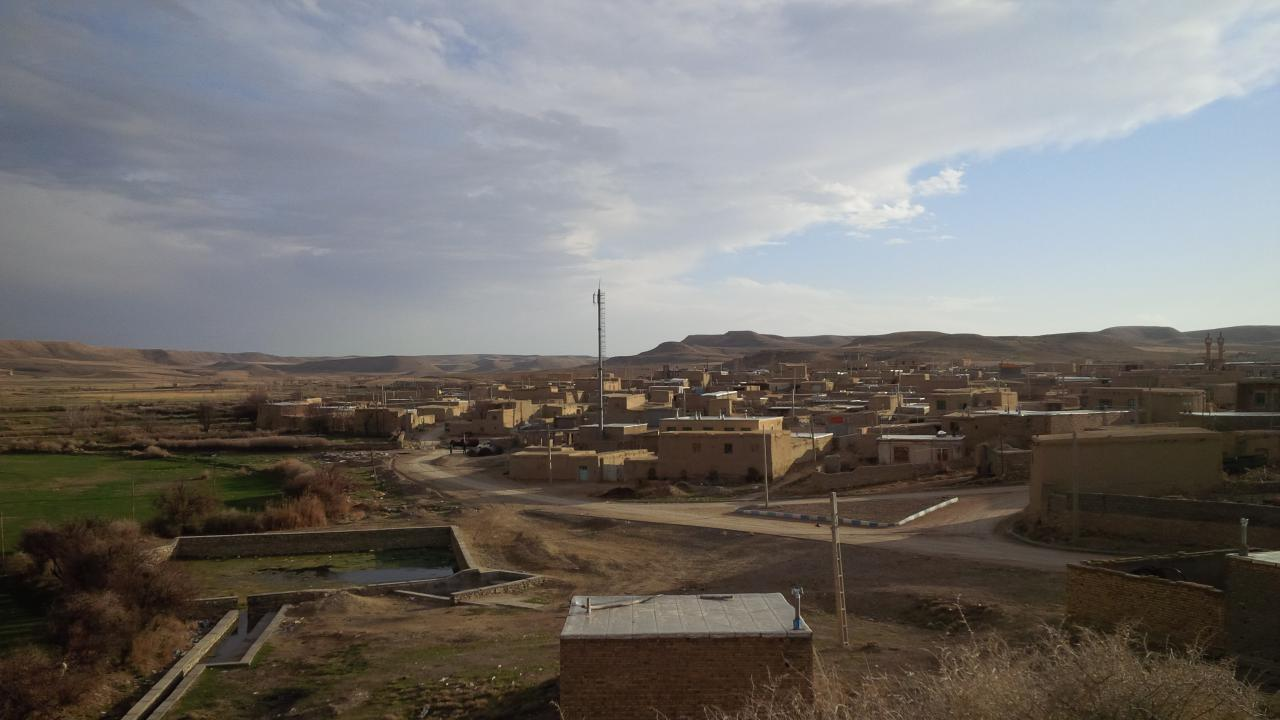
نمایی از روستای مسجدین(مسجد علیا) از بالای تپه‌ی تاریخی
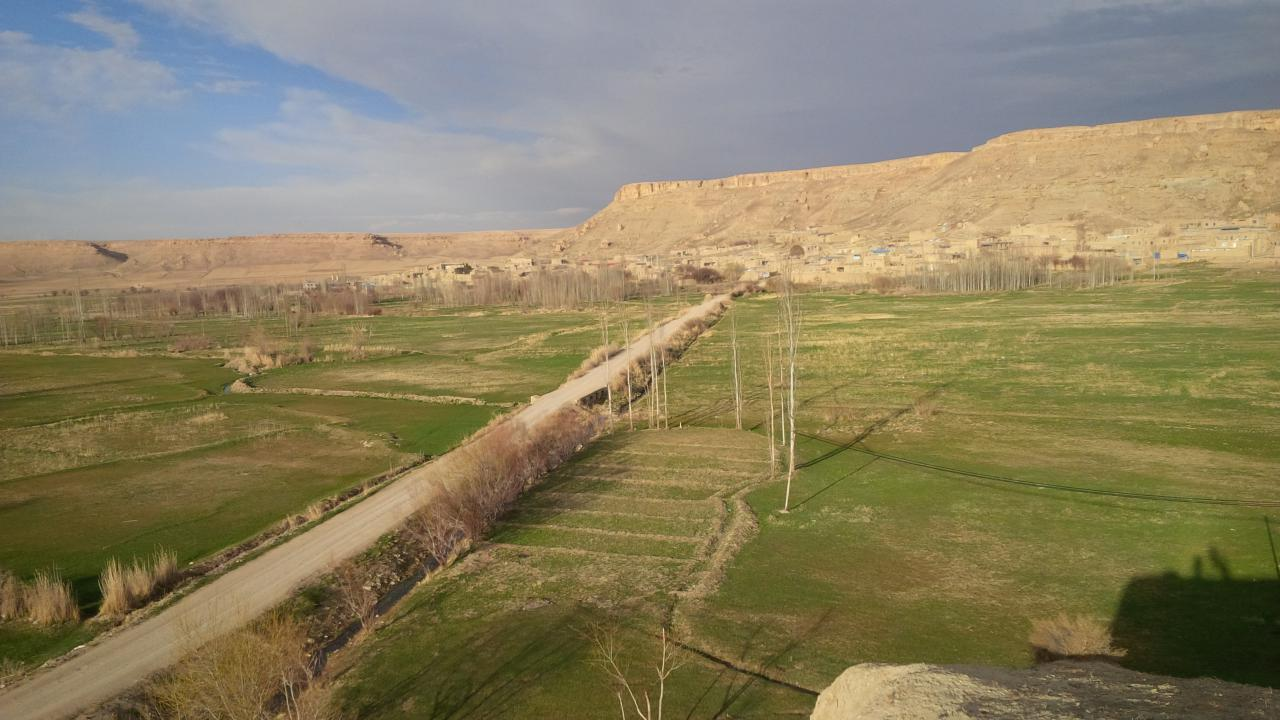
نمایی از روستای مسجدین(مسجد سفلی) از بالای تپه‌ی تاریخی
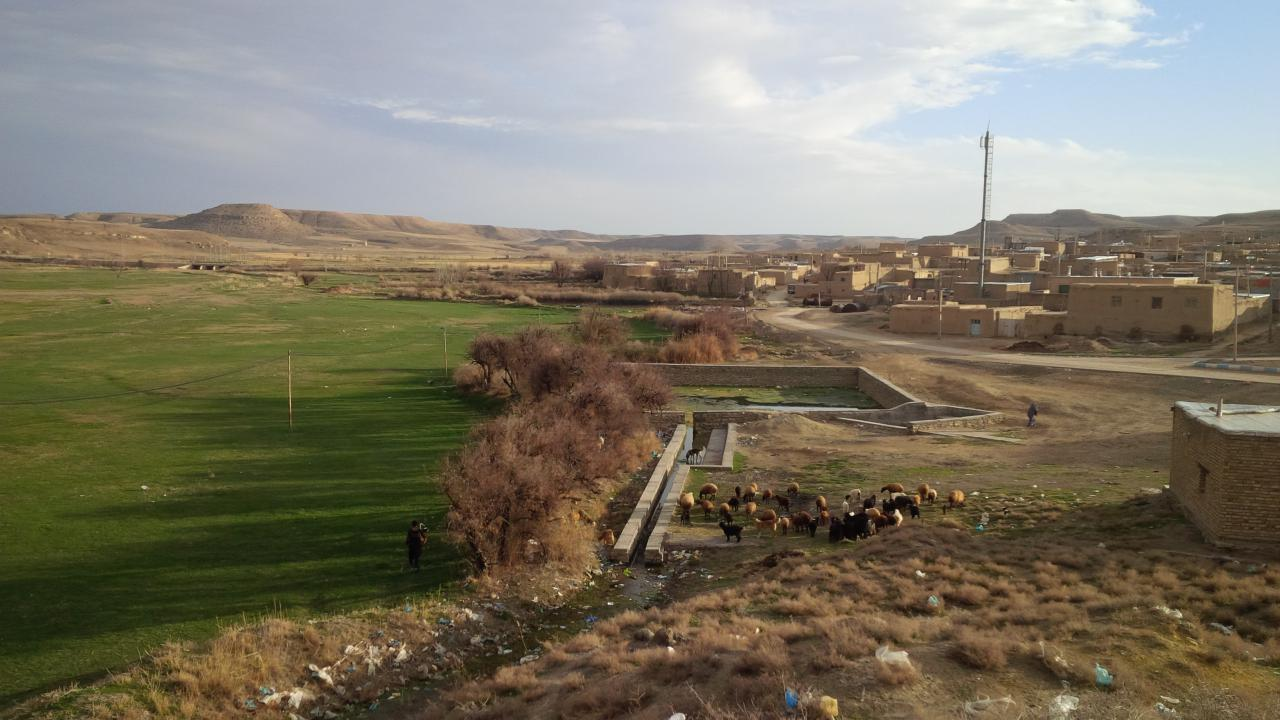
نمایی از چشمه مسجدین از بالای تپه‌ی تاریخی
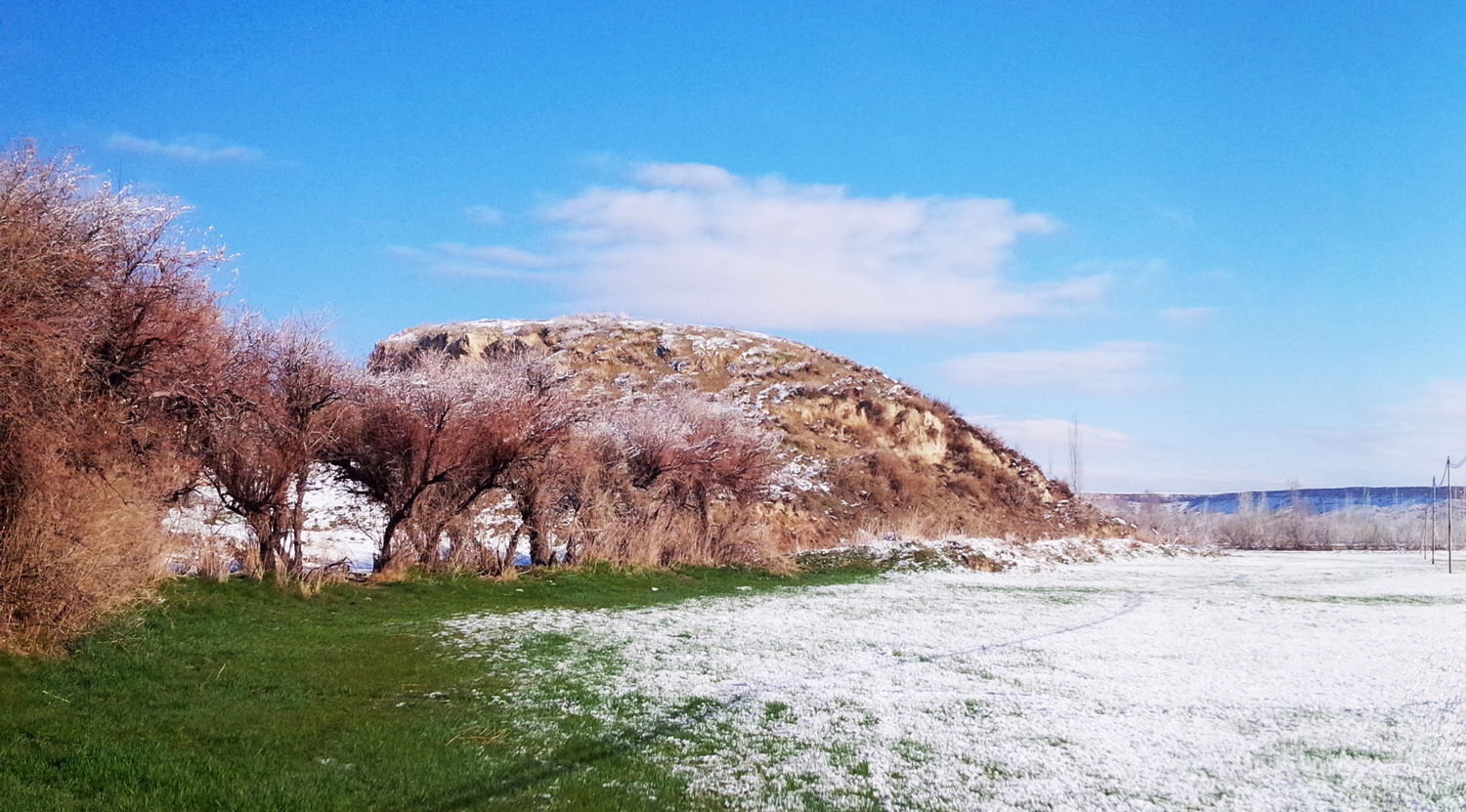
نمایی از تپه‌ی تاریخی مسجدین از ضلع جنوبی
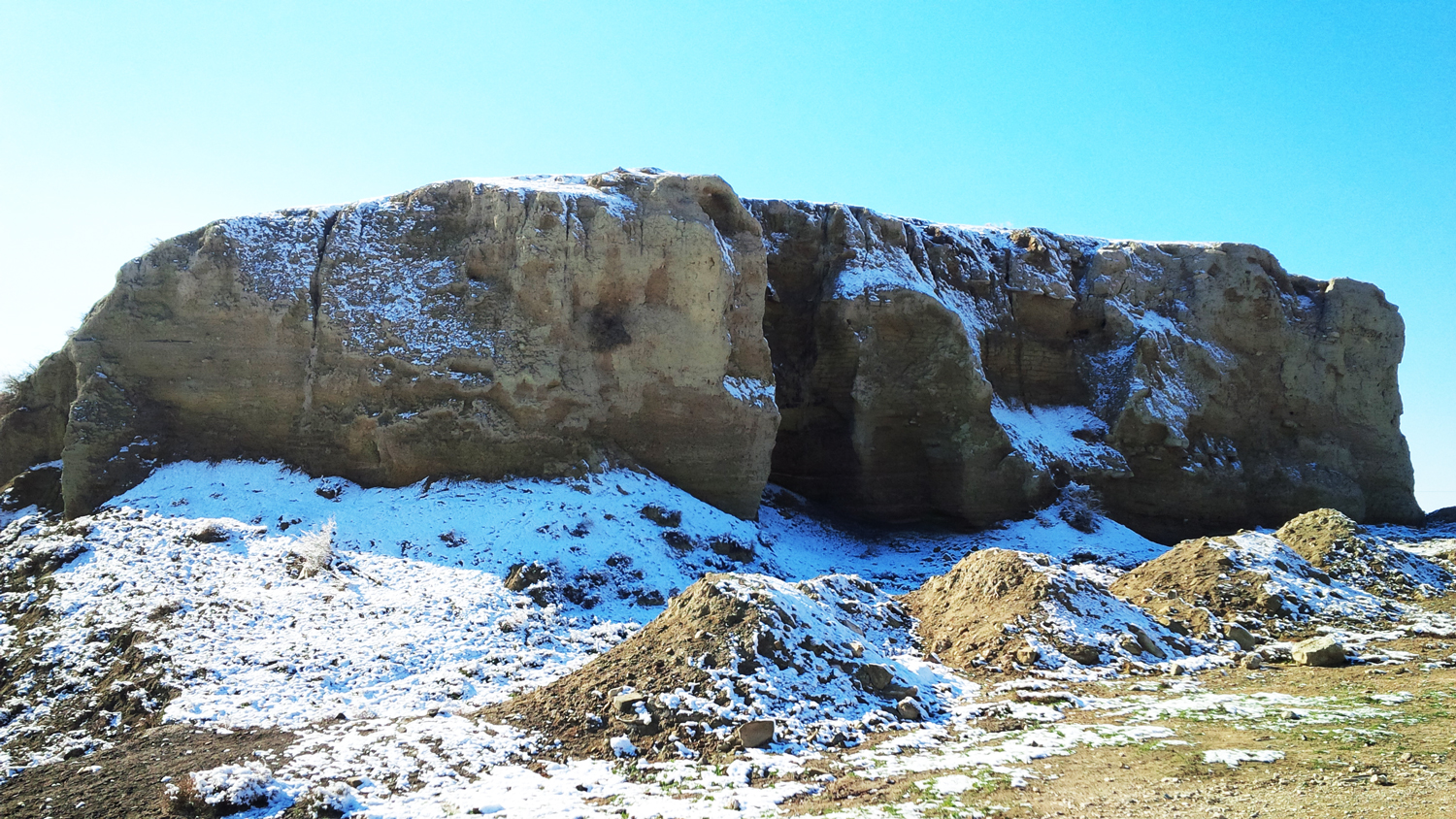
نمایی از تپه‌ی تاریخی مسجدین در اواخر زمستان از ضلع شمالی
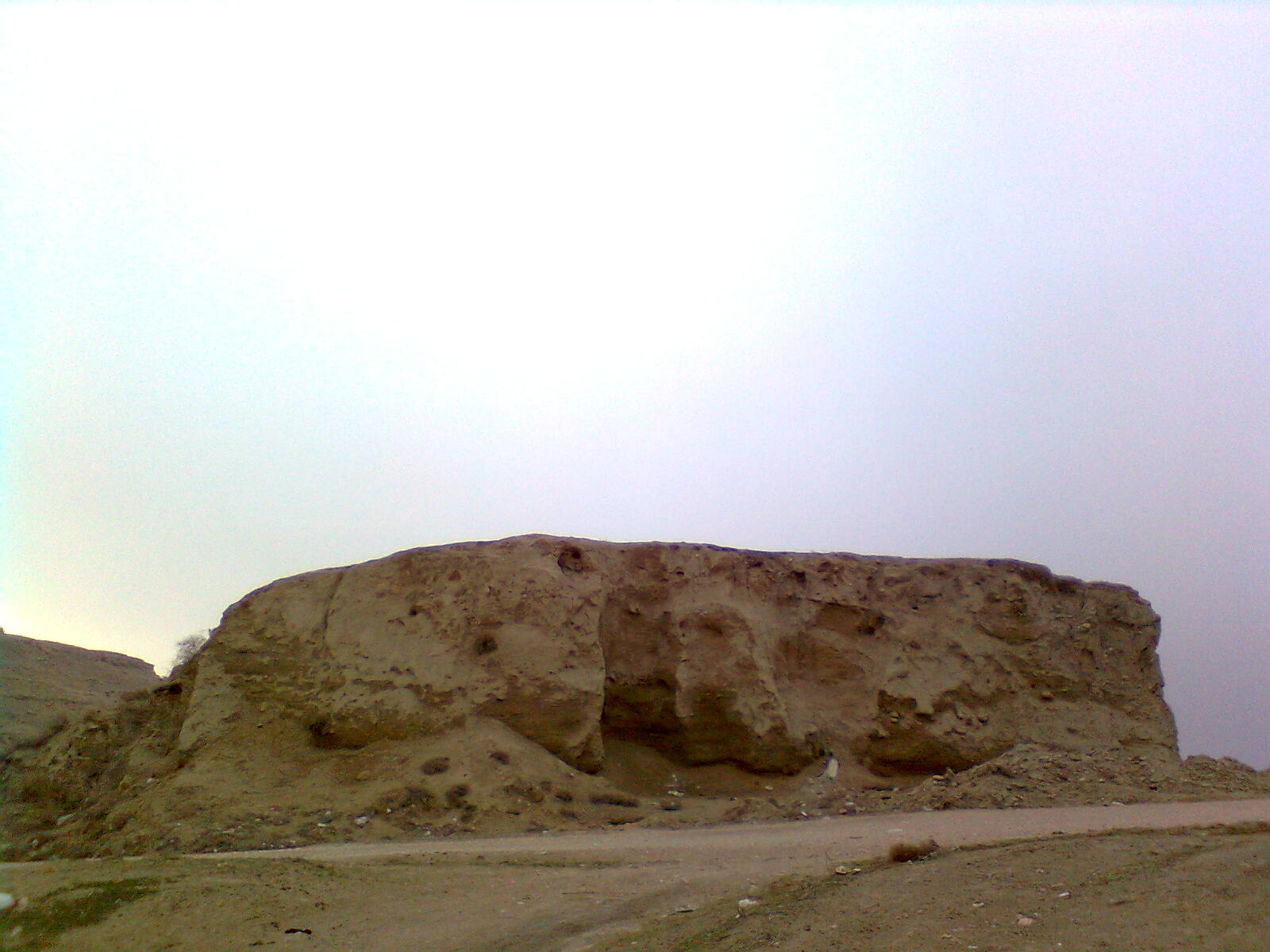
نمایی از تپه‌ی تاریخی مسجدین از ضلع شمالی
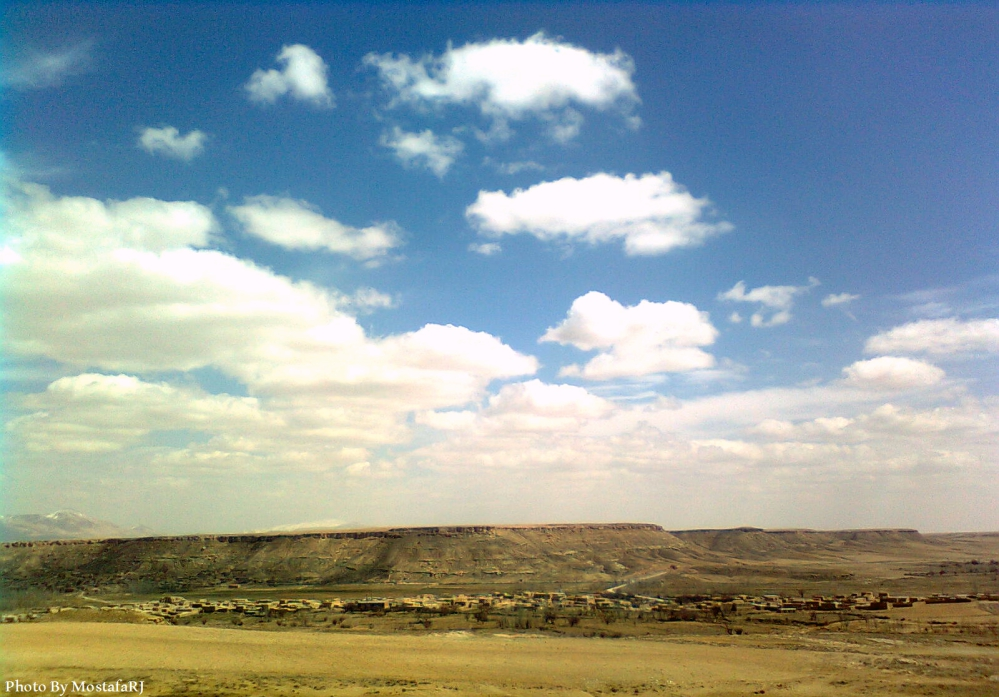
نمایی از روستای مسجدین از ضلع غربی
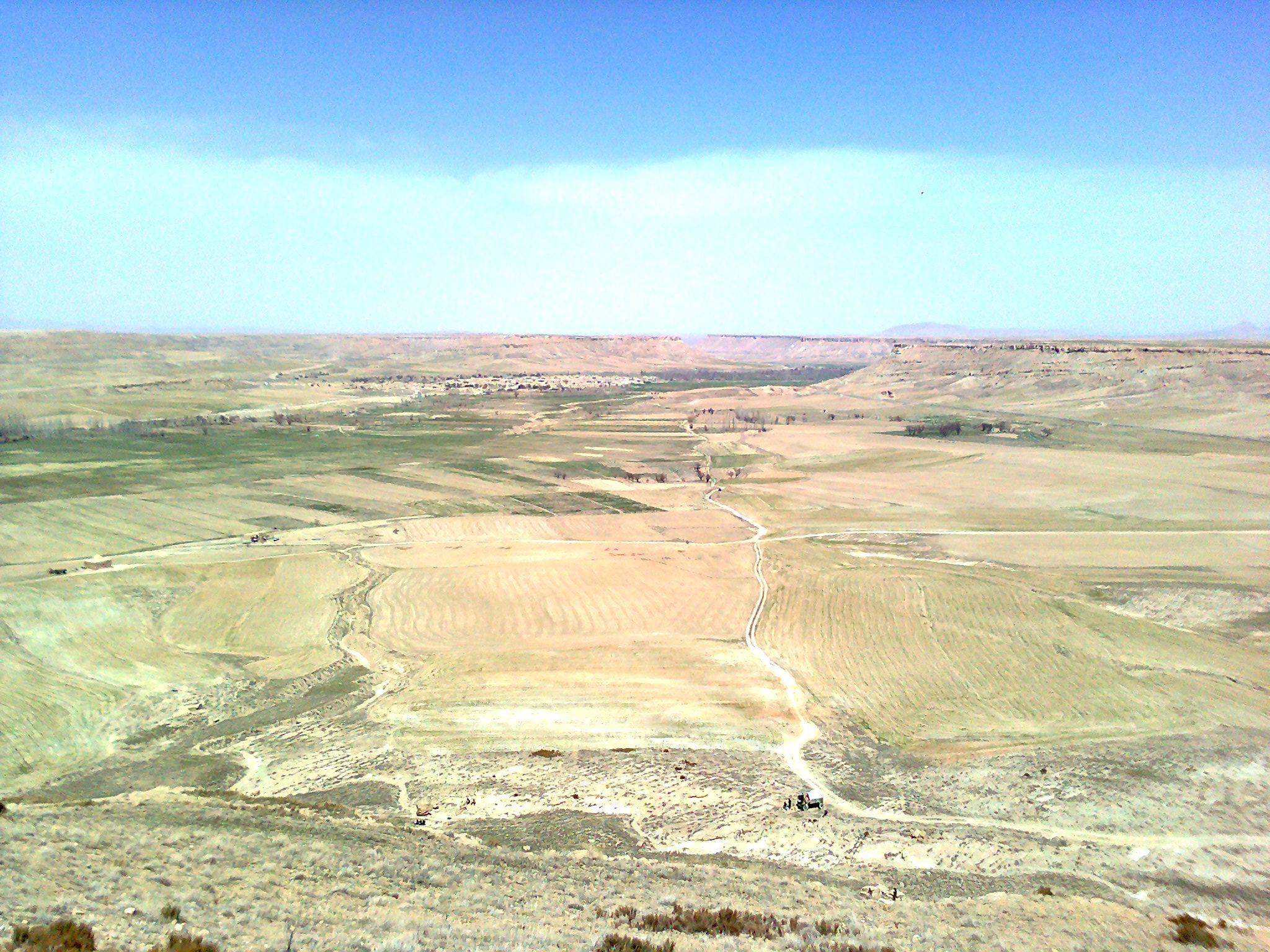
نمایی از روستای مسجدین از بالای کوه بِل باقلی (ضلع جنوبی)
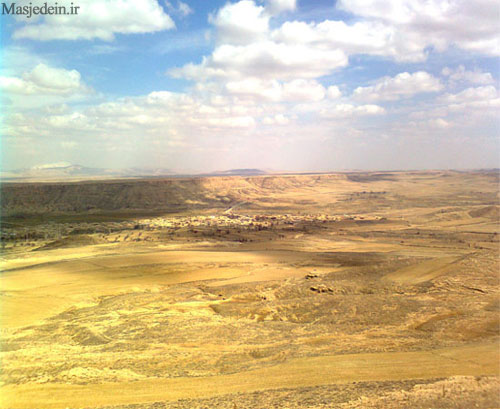
نمایی از روستای مسجدین از ضلع غربی